# Bemande torpedo

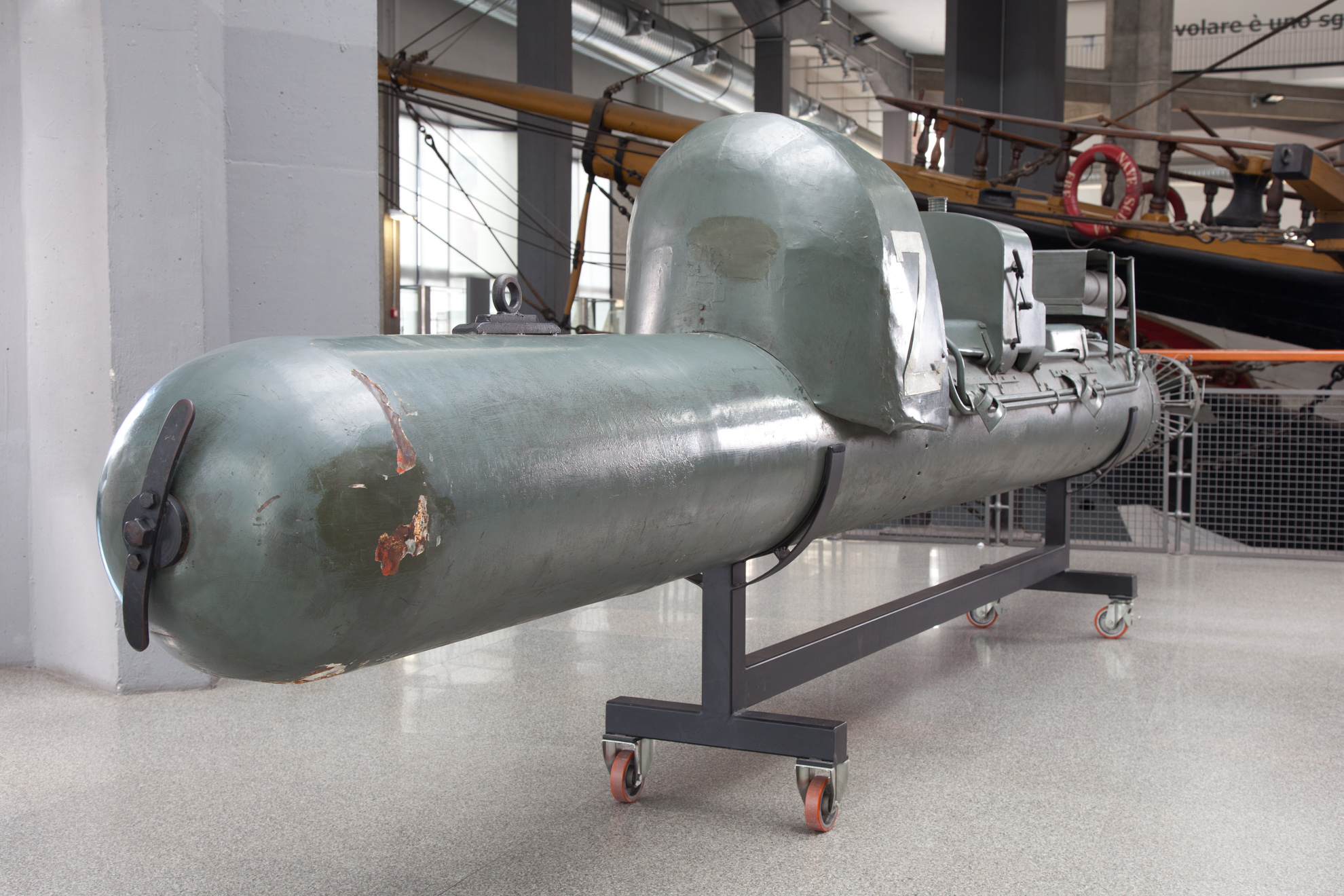
Maiale in een Italiaans museum

Een bemande torpedo is een klein onderwatervaartuig waarin of waarop een of twee mensen zitten die het wapen naar zijn doel leiden.

## Beschrijving
De bemande torpedo is klein onderwatervaartuig in de vorm van een traditionele torpedo. Op de torpedo is een paneel voor de bediening en plaats voor een of twee duikers. De bemande torpedo brengt duikers en wapens, meestal zeemijnen, naar de plaats van bestemming. Bij het doel aangekomen maken de duikers een mijn aan het schip vast. Het moment van ontploffing wordt door middel van een tijdsontsteking bepaald. De mijn wordt zo tot ontploffing gebracht zonder direct gevaar voor de duikers. Met de torpedo kunnen de duikers grotere afstanden afleggen en de zware last van een of meer zeemijnen meenemen.

## Inzet Eerste Wereldoorlog
De bemande torpedo werd als eerst door Italië gebruikt. Op 1 november 1918 brachten twee marineofficieren het slagschip SMS Viribus Unitis van Oostenrijk-Hongarije tot zinken in de haven van Pula in Kroatië. Het was een primitieve versie van de bemande torpedo, de duikers bleven gedurende de reis met hun hoofd boven water voor de ademhaling, de kans op ontdekking was daardoor vrij groot.

## Verbeteringen en inzet Tweede Wereldoorlog
Medio jaren dertig ontwikkelden twee Italiaanse marineofficieren, Tesei en Toschi, een verbeterde versie. Het kreeg de bijnaam maiale (vrij vertaald: varken). Het had de vorm van een traditionele torpedo, met aan de bovenzijde twee zitplaatsen voor de duikers en een bedieningspaneel. De voortstuwing was elektrisch, diverse accu’s leverden de energie voor de schroef en de bediening. De bemande torpedo’s hadden een beperkt bereik en werden in de buurt van het doel gebracht door middel van een grotere duikboot voorzien van een of meer containers voor het vervoer van de bemande torpedo’s. De snelheid onder water was laag, maar het bracht duikers en lading onzichtbaar tot bij het doel.
Op 19 december 1941 vielen drie teams Italiaanse marineduikers met bemande torpedo’s de Britse marinebasis in Alexandrië aan. Ze plaatsen mijnen waarmee twee slagschepen, een tanker en torpedobootjager tot zinken werden gebracht. Ondanks dat de duikers allemaal werden ontdekt en gevangen genomen was de aanval een groot succes; beide slagschepen waren voor langere tijd uit de vaart voor reparaties.
Door het Italiaanse succes begonnen de Britten met de ontwikkeling van hun eigen bemande torpedo, de Chariot. De Duitsers introduceerden in 1944 twee typen, de Neger en de Marder, de successen waren gering en het wapen verdween van het toneel. In Japan werd de Kaiten ontwikkeld, dat was een zelfmoordwapen tegen geallieerde schepen want er waren geen ontsnappingsmogelijkheden voor de Japanse bestuurder.
Anno 2016 worden civiele varianten van het onderwatervaartuig nog gebruikt door duikers.

## Fotogalerij

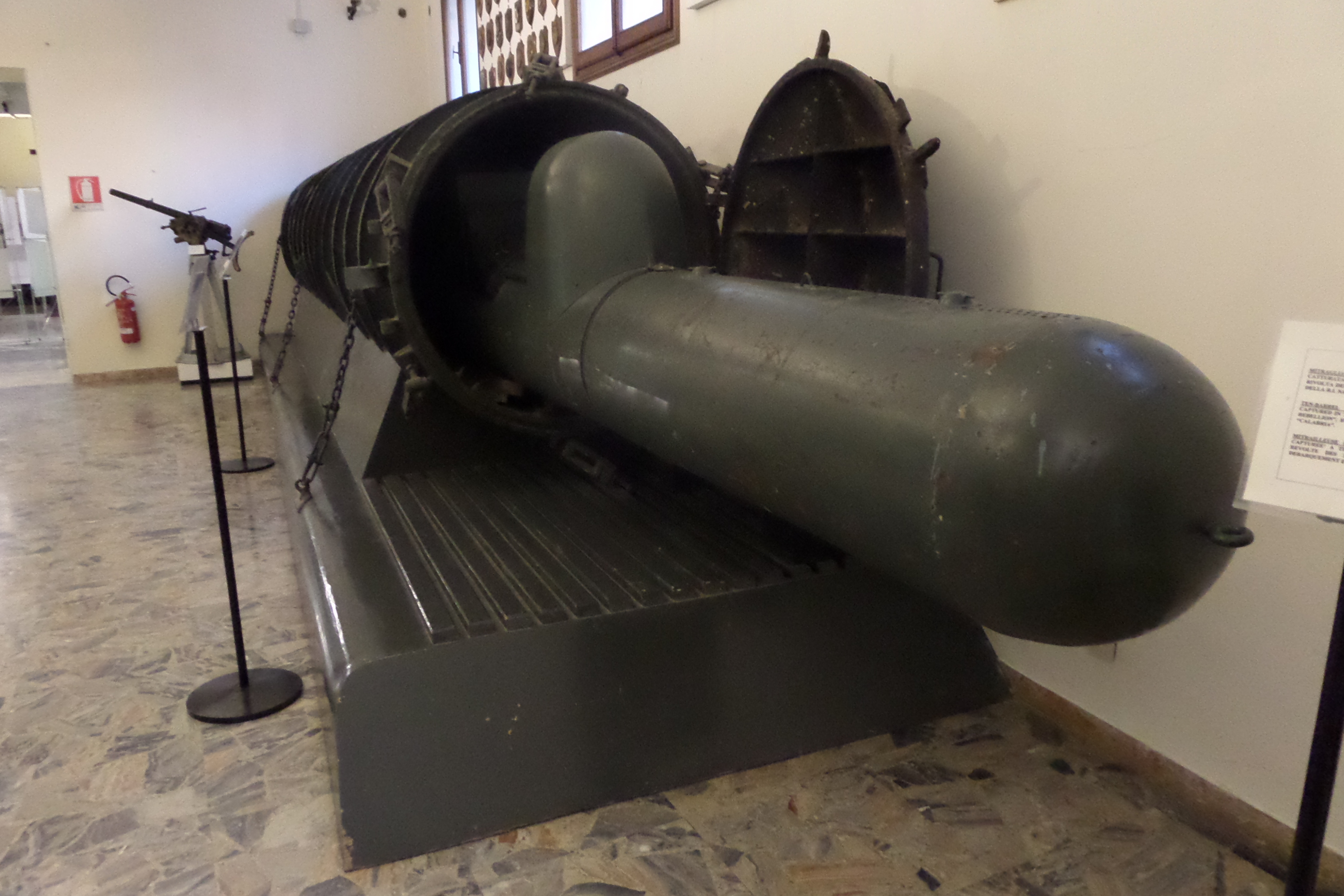
Waterdichte container voor transport met onderzeeboot
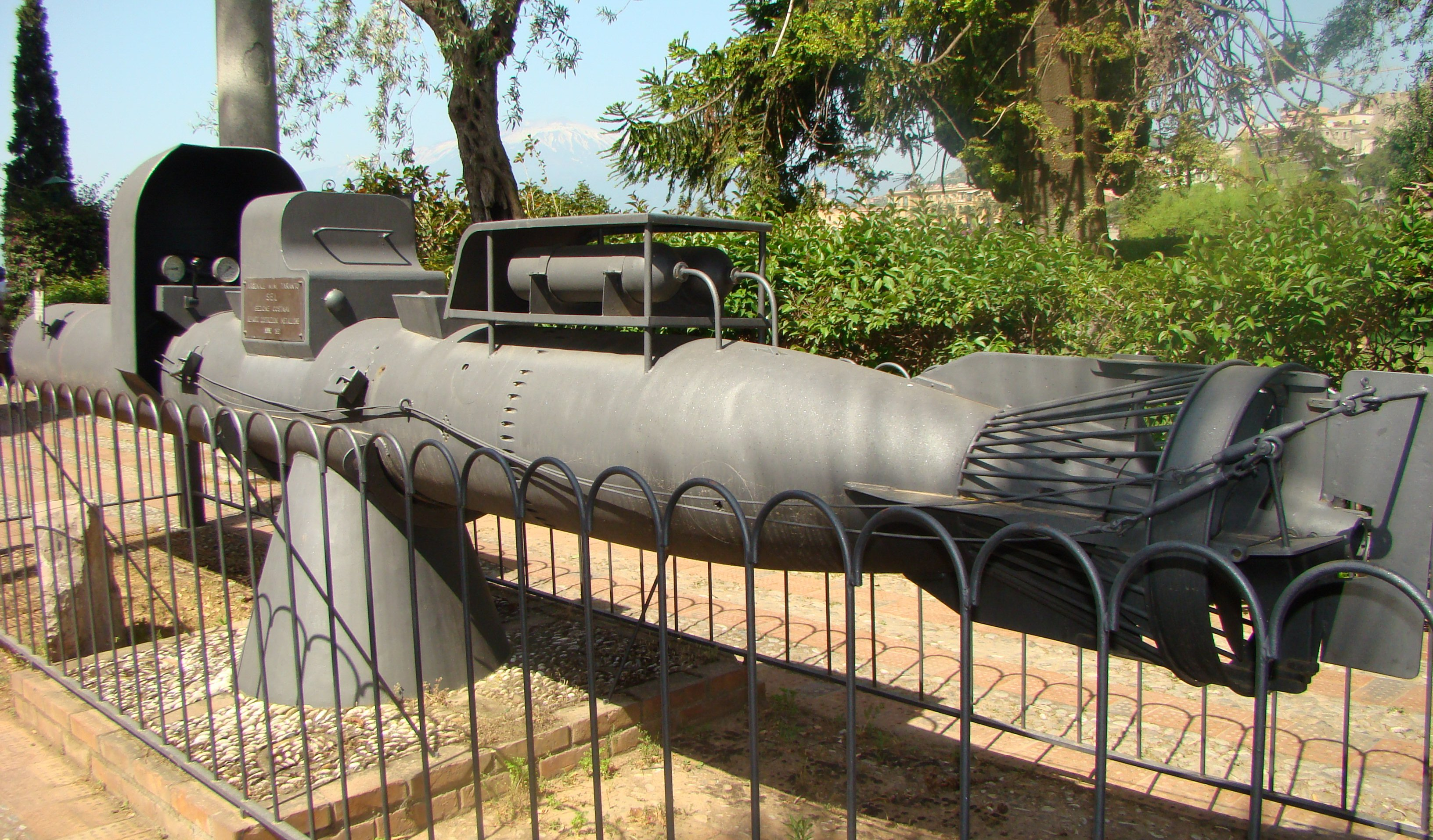
Italiaanse Maiale
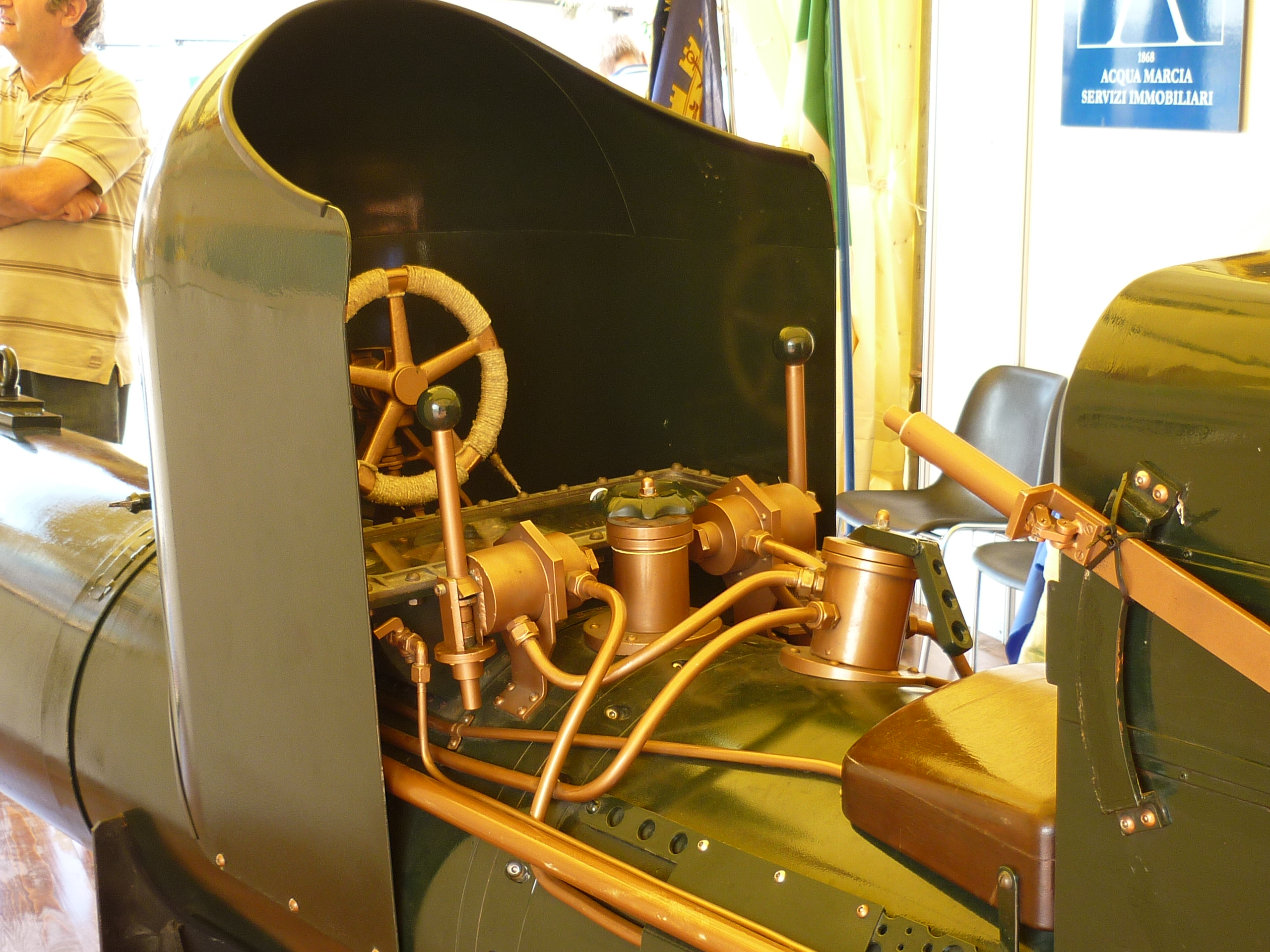
Bedienigspaneel
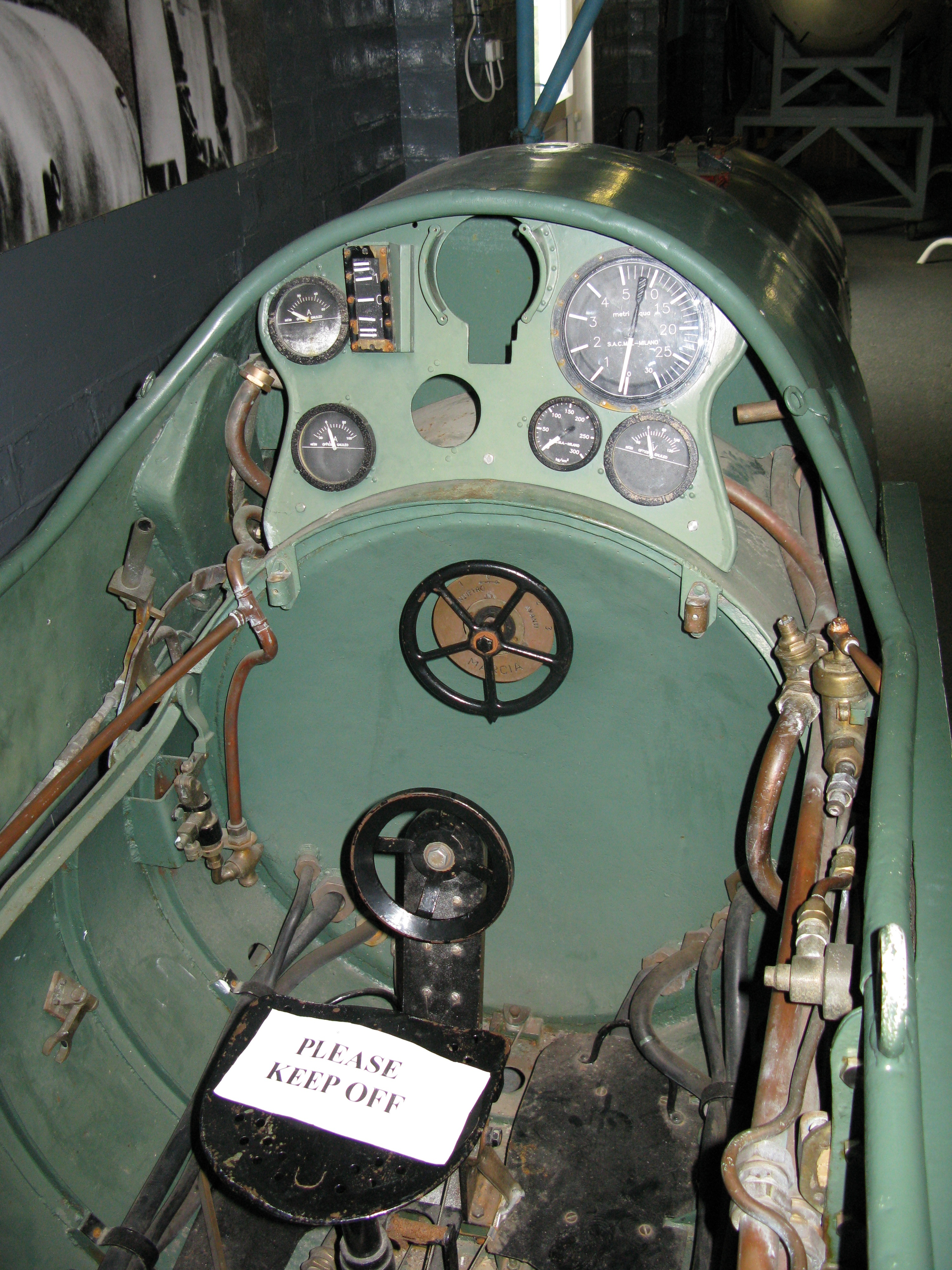
Bedieningspaneel